# Plukenetia
Plukenetia es un género de plantas tropicales de la familia de las euforbiáceas. Las especies, se distribuyen en África, América y Asia. Comprende 35 especies descritas y de estas; solo 19 aceptadas.

## Descripción
Son bejucos, tallos con tricomas no urticantes, sin látex; plantas monoicas. Hojas alternas, simples, no lobadas, pinnatinervias o palmatinervias, estipeladas y glandulares en la base. Flores apétalas, en racimos axilares o panículas, brácteas eglandulares; flores estaminadas pediceladas, sépalos 4, valvados, disco segmentado o ausente, estambres 10–40, libres (en Nicaragua), pistilodio rudimentario o ausente; flores pistiladas pediceladas, sépalos 4 o 5, ligeramente imbricados, disco ausente, ovario de 3 o 4 (en Nicaragua) lóculos, 1 óvulo por lóculo, estilos casi enteros, connados en una columna. Fruto capsular, frecuentemente carinado o alado; semillas ecarunculadas.

## Taxonomía
El género fue descrito por Carlos Linneo y publicado en Species Plantarum 2: 1192. 1753.	La especie tipo es: Plukenetia volubilis

## Especies
| - Plukenetia abutifolia - Plukenetia africana - Plukenetia angustifolia - Plukenetia brachybotrya - Plukenetia buchtienii - Plukenetia carabiasiae - Plukenetia chaponensis - Plukenetia conophora - Plukenetia corniculata - Plukenetia hastata - Plukenetia integrifolia | - Plukenetia lehmanniana - Plukenetia loretensis - Plukenetia macrostyla - Plukenetia madagascariensis - Plukenetia multiglandulosa - Plukenetia occidentalis - Plukenetia penninervia - Plukenetia peruviana - Plukenetia polyadenia - Plukenetia procumbens - Plukenetia scandens | - Plukenetia serrata - Plukenetia sinuata - Plukenetia stipellata - Plukenetia supraglandulosa - Plukenetia tamnoides - Plukenetia verrucosa - Plukenetia volubilis - Plukenetia warmingii - Plukenetia zenkeri |